# Burni Peregen
Burni Peregen är ett berg i Indonesien.   Det ligger i provinsen Aceh, i den västra delen av landet, 1 600 km nordväst om huvudstaden Jakarta. Toppen på Burni Peregen är 1 817 meter över havet, eller 53 meter över den omgivande terrängen. Bredden vid basen är 0,95 km.
Terrängen runt Burni Peregen är kuperad åt nordväst, men åt sydost är den bergig. Trakten runt Burni Peregen är nära nog obefolkad, med mindre än två invånare per kvadratkilometer. I omgivningarna runt Burni Peregen växer i huvudsak städsegrön lövskog.